# Stadio municipale (Tarnów)
Lo Stadio municipale (in polacco Stadion Miejski) è uno stadio della città polacca di Tarnów di proprietà dello stato.